# Minsk
För andra betydelser, se Minsk (olika betydelser).
Minsk (belarusiska: Мінск, [mʲinsk], historiskt Менск (Miensk), ryska: Минск, [mʲinsk]) är en stad i Belarus och landets huvudstad, belägen vid floden Svislatj, med 2 020 600 invånare (2020). Minsk är huvudort i voblastset (länet) Minsk, men ingår inte i det. I Minsk finns också Oberoende staters samväldes högkvarter.

## Historia

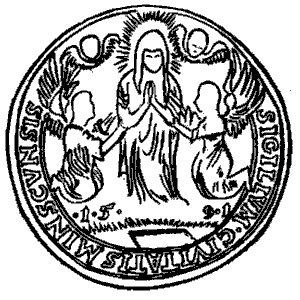
Sigill med Minsks stadsvapen (1591).

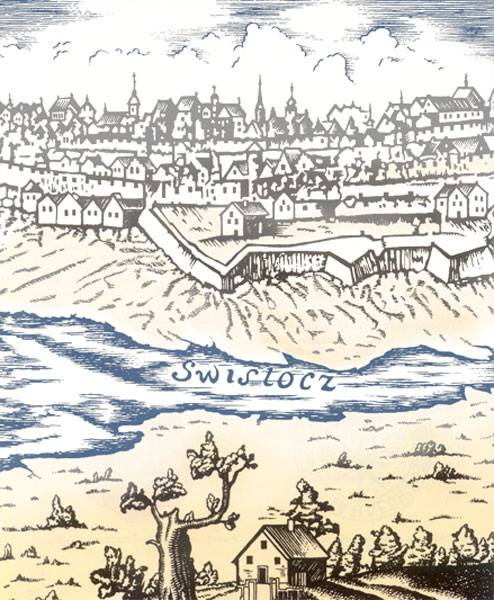
Minsk år 1772.

Staden Minsk omnämns för första gången i Nestorskrönikan efter att staden 1067 blivit nedbränd av Kievrikets invasionstrupper. På den tiden var Minsk sydlig gränsstad i furstendömet Polotsk, den första historiska statsbildningen inom dagens belarusiska territorium. Staden återuppbyggdes sedermera. År 1326 blev Minsk en del av storfurstendömet Litauen. Orten fick stadsprivilegier (Magdeburgrätten) 1499. År 1569 gick Litauen och Polen ihop i en union och Minsk blev en del av det Polsk-litauiska samväldet. 
År 1655 erövrades staden av Aleksej I av Ryssland men den återtogs snart av Johan II Kasimir av Polen. Under Stora nordiska kriget låg den svenska hären hela våren 1708 förlagd till trakterna kring Smarhon och Minsk. År 1793 övergick staden till Kejsardömet Ryssland vid andra uppdelningen av Polsk-litauiska samväldet och blev huvudstad i guvernementet Minsk. Stadsborna deltog aktivt i det antiryska upproret 1863–1864. 
Den 25 mars 1918 blev Minsk huvudstad i den kortlivade Vitryska folkrepubliken. Mellan 1919 och 1990 var Minsk huvudstad i den sovjetiska delrepubliken Vitryssland.
Under 1920- och 1930-talen utvecklades Minsk raskt med en rad nya fabriker, nya skolor och högskolor, sjukhus, teatrar och biografer öppnades. Före andra världskriget hade Minsk drygt 300 000 invånare.
När Nazityskland invaderade Sovjetunionen 1941 attackerades Minsk direkt med bombningar under invasionens första dag och Minsk ockuperades några dagar senare. Minsk blev ett administrativt centrum i den belarusiska delen av Reichskommissariat Ostland som Nazityskland upprättade. Stadens judar tvingades att bo i Minsks getto. Kommunister och sympatisörer mördades eller fängslades, och större delen av den judiska befolkningen förintades. Minsk återtogs av sovjetiska trupper den 3 juli 1944.
Under kriget förstördes stora delar av Minsk och efter kriget återuppbyggdes staden. Stadens historiska centrum ersattes av byggnader i stalinistisk arkitektur med pompösa romerskt inspirerat utsmyckade fasader, breda avenyer och stora torg. Staden växte snabbt genom en massiv industrialisering, bland annat tack vare den stora lastbilstillverkaren MAZ utbyggnad av sina fabriker i Minsk. Minsk hade en miljon invånare 1972 och 1,5 miljoner 1986.
Den 27 juli 1990 blev Minsk huvudstad i den självständiga republiken Belarus.

## Demografi

### Befolkningsutveckling
År 1600 bodde det mellan 4 000 och 5 000 människor i staden. Efter det Polsk-ryska kriget 1654–1667 fanns det år 1667 bara 2 000 kvar.
År 1800 hade Minsk 6 656 invånare, varav 3 182 var judar. År 1858 mättes befolkningen upp till 23 006 invånare, varav 11 971 var judar, 6 951 katoliker, 3 526 östortodoxa, 439 muslimer och 119 protestanter. Av 83 880 invånare som befolkade Minsk i början av 1896, var 42 668 män och 41 212 kvinnor, och när det gäller religion var 43 658 judar, 20 882 östortodoxt, 16 875 katoliker, 1 417 muslimer, 862 protestanter, 62 gammeltroende ortodoxa och 124 övriga.
Staden hade 105 203 invånare år 1907, 131 600 invånare år 1926, 270 400 invånare den 17 januari 1941, 509 500 invånare år 1959, 1 037 500 invånare år 1973, 1 607 000 invånare år 1989 och 1 729 000 invånare år 1999, varav 79,3 procent var belarusier, 15,7 procent ryssar, 2,4 procent polacker, 1 procent ukrainare, 0,6 procent judar samt andra etniciteter.
Minsk hade 1 829 000 invånare år 2009, 1 992 685 invånare år 2019, 2 020 600 invånare i början av 2020.

## Kultur

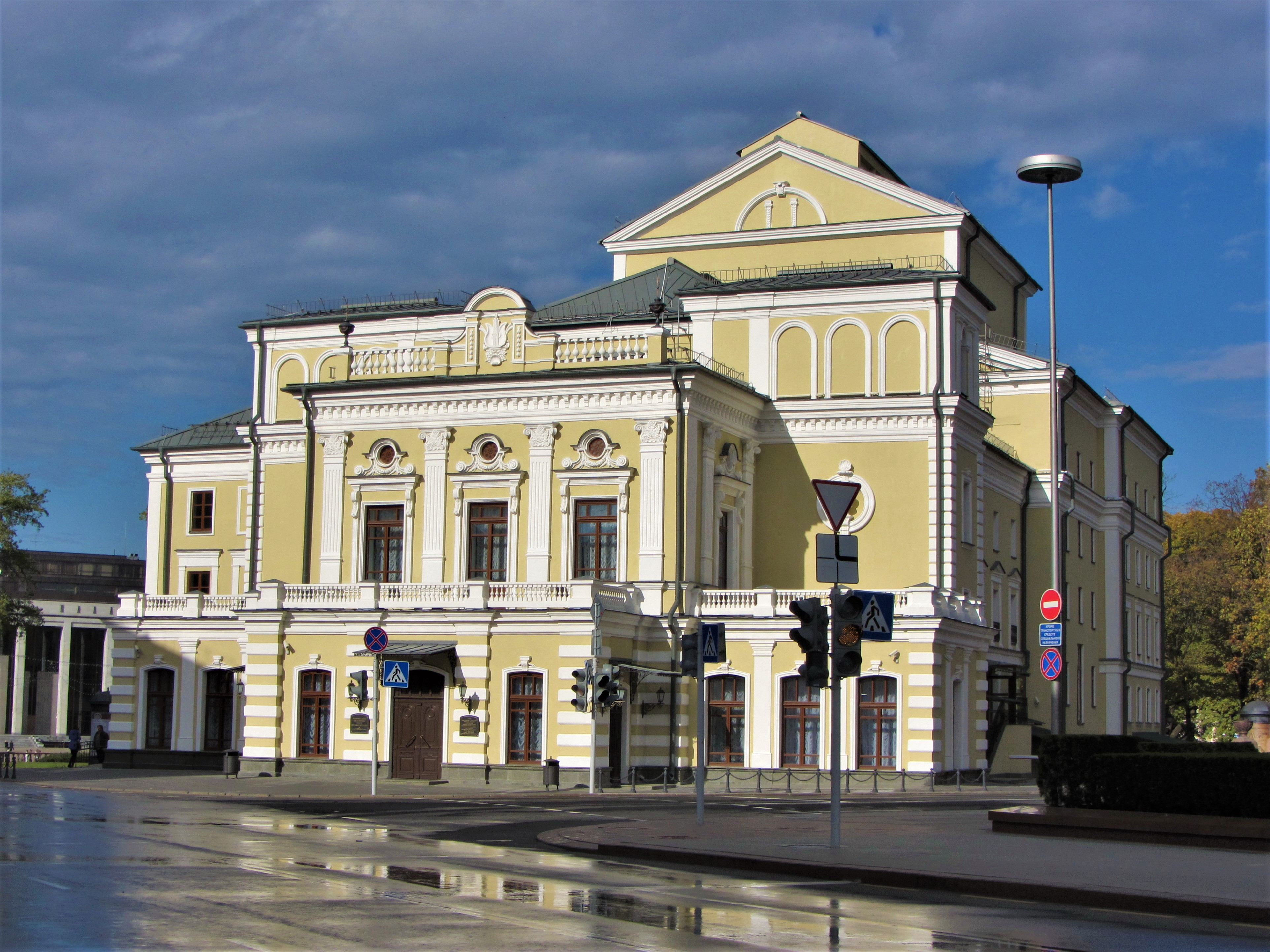
Janka Kupalas nationella teater.

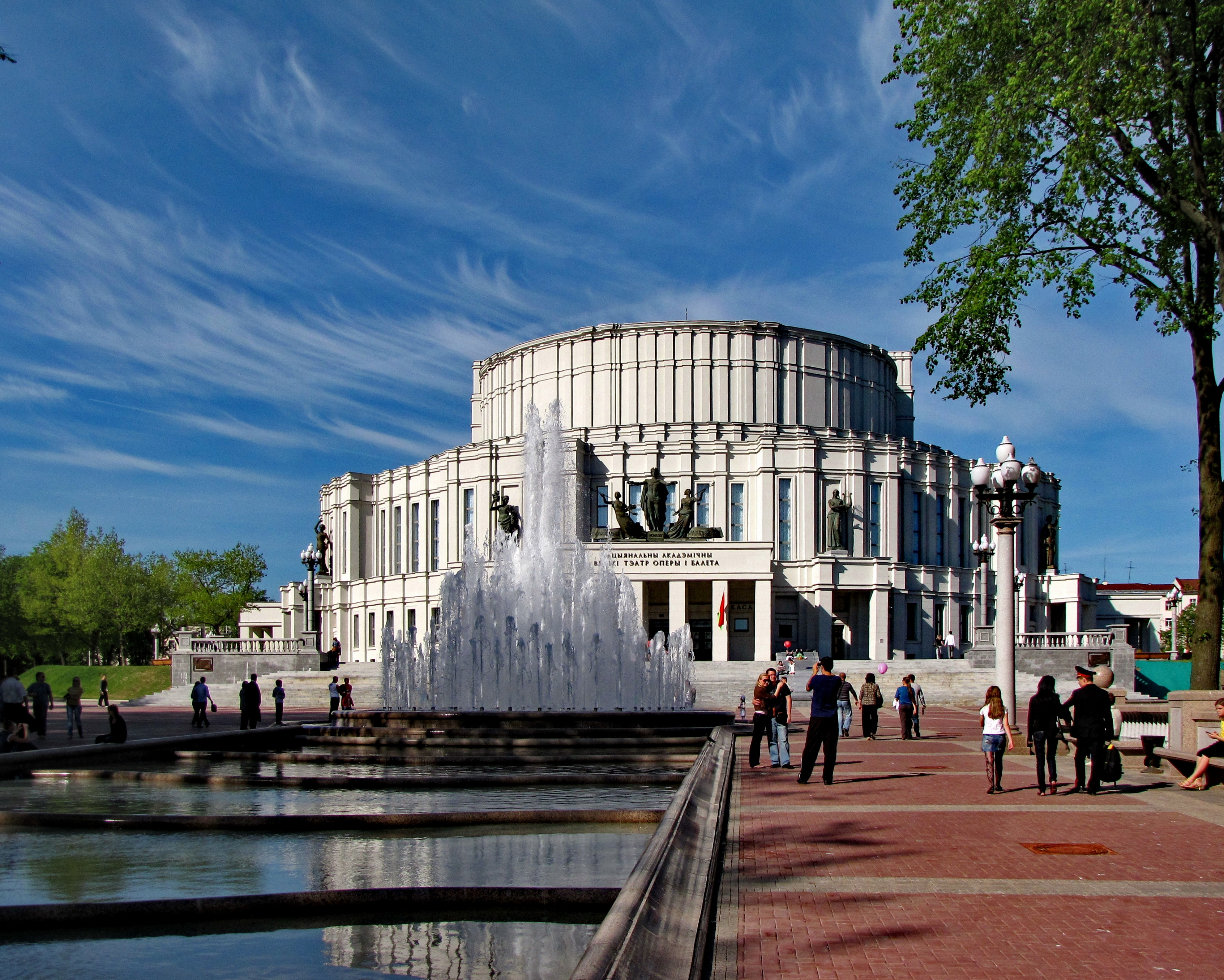
Stora nationella opera- och baletteatern.

Minsk är det största kulturella centret i Belarus och har bland annat 12 statliga teatrar, 8 folkteatrar, 120 bibliotek, 18 museer och 27 konstskolor för barn.

### Museer
- Janka Kupalas statliga litteraturmuseum
- Jakub Kolas statliga litteraturmuseum
- Maksim Bahdanovitjs litteraturmuseum
- Republiken Belarus nationalhistoriska museum
- Belarus nationella konstmuseum
- Belarus natur- och miljömuseum

### Teatrar
- Janka Kupalas nationella teater (den äldsta i nuvarande Belarus)
- Stora nationella opera- och baletteatern
- Belarus statliga musikteater
- Belarus statliga dockteater
- Belarus statliga ungdomsteater

### Biografer och film
- Belarus
- Kastrytjnik
- Pieramoha
- Mir
- Elektron

Den största filmstudion i Belarus är Belarusfilm, som grundades 1924.

### Sport

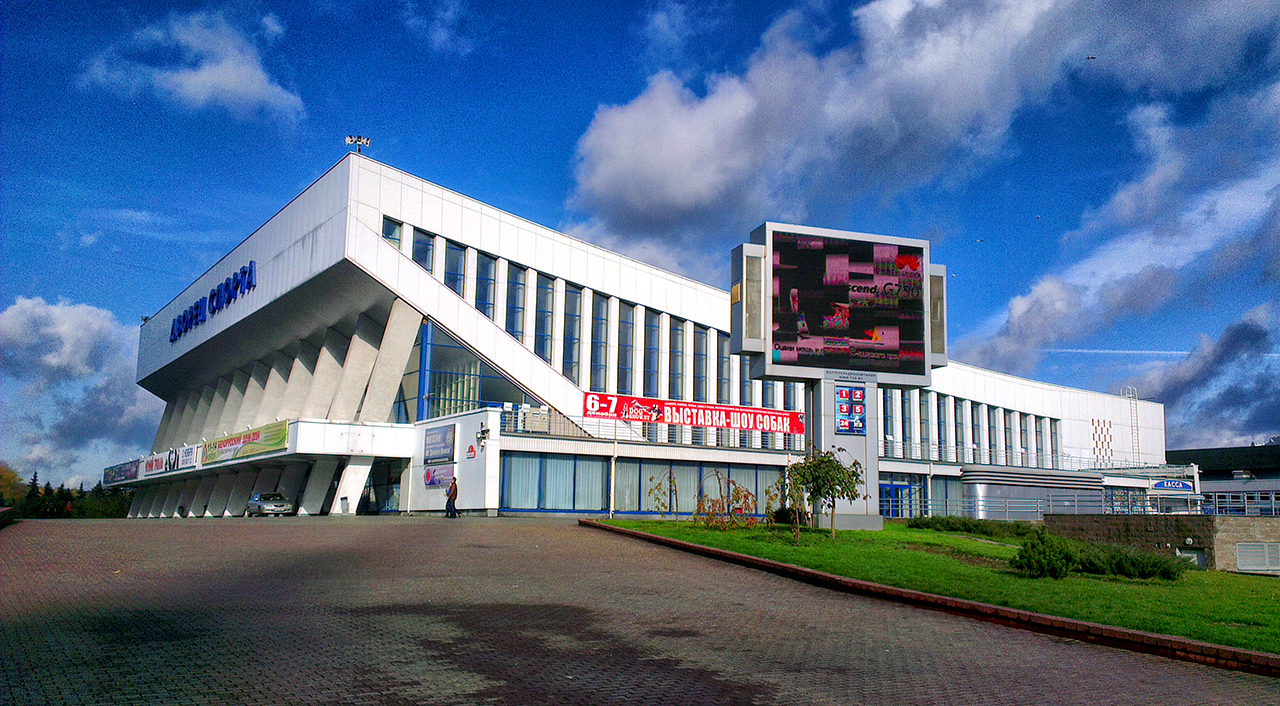
Minsks idrottspalats.

Minsk har bland annat 18 stora stadion, 664 idrottshallar, 57 simhallar. Bland stadens största sportbyggnader finns:
- Minsks idrottspalats
- Minsk-Arena
- Dinamostadion
- Traktarstadion

Följande idrottsföreningar hör hemma i Minsk:
- FK Minsk
- FK Torpedo Minsk
- Energetik-BGU Minsk
- HK Dinamo Minsk

## Infrastruktur

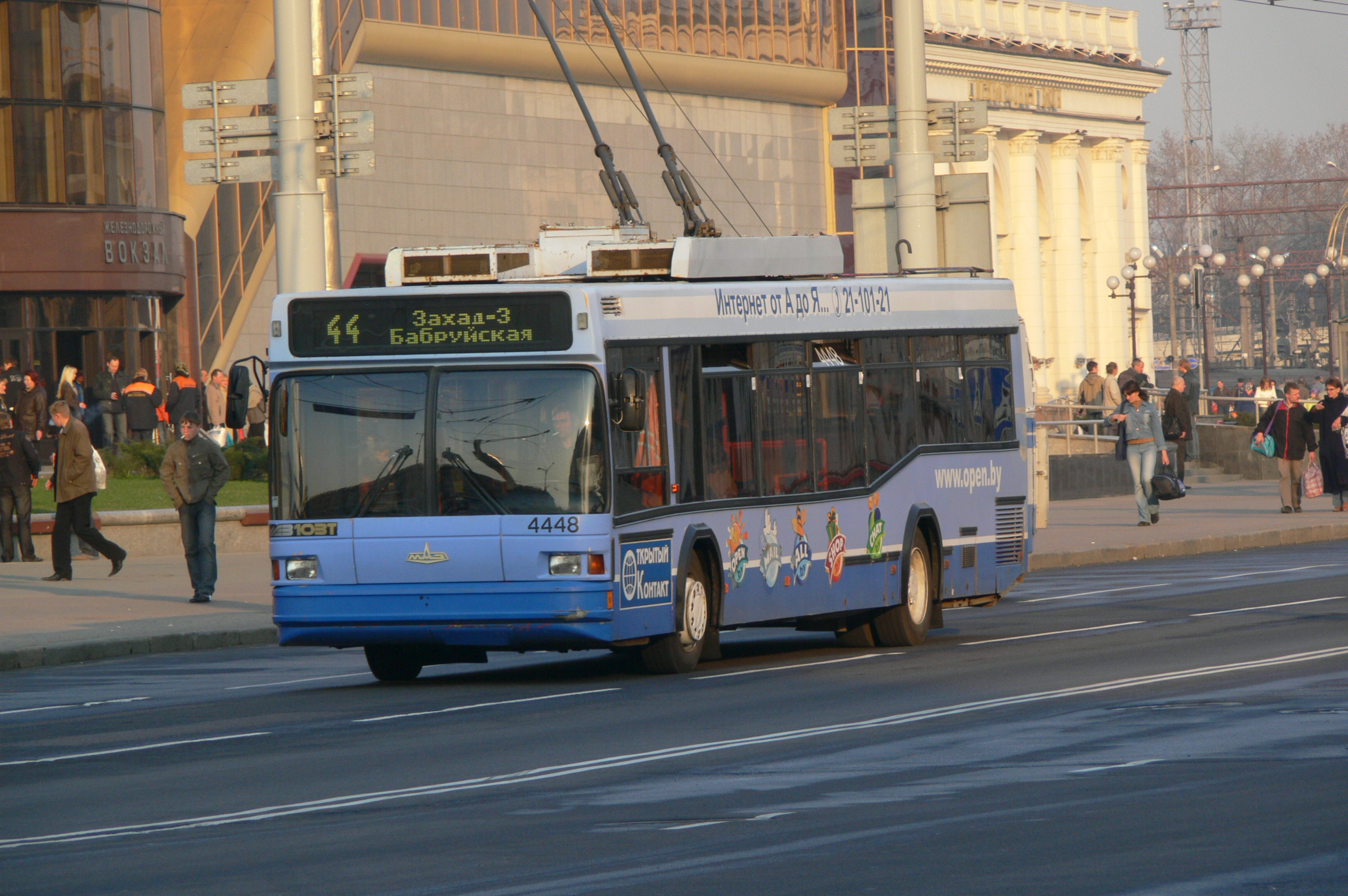
En trådbuss i centrala Minsk.

Minsk är Belarus största knutpunkt för transporter. Staden ligger centralt på viktiga transportrutter mellan Polen och Ryssland samt mellan Ukraina och Baltikum.
Kollektivtrafiken i Minsk består av 167 busslinjer, 64 trådbusslinjer, spårvagnslinjer, marsjrutkas (minibussar som ägs av privatföretagare och kostar mer än kommunala bussar) samt pendeltåg och tunnelbana.
Minsks tunnelbana består av tre linjer och 33 stationer.
Flygplatsen Minsk-1 ligger 4 km söder om innerstaden. Minsks internationella flygplats ligger 42 km öster om staden, men hör till Minsk administrativt.

## Näringsliv
Minsk är en industristad som rymmer en betydande industriell produktion av bland annat maskiner, bilar, radioapparater och arbetsredskap. Bland stadens största företag finns statliga MTZ som tillverkar 8–10 procent av världens hjultraktorer, men även de gamla sovjetiska fabrikerna MAZ, BKM, MVZ, urfabriken Luch med flera. Stadens livsmedelsindustri består av bland annat flera brödfabriker och köttfabriker. Bryggeriföretagen Krynica och Alivaria (Carlsberg) har stora bryggerier i Minsk. Den statliga chokladgiganten Kommunarka har sin konditorifabrik i staden.

## Utbildning

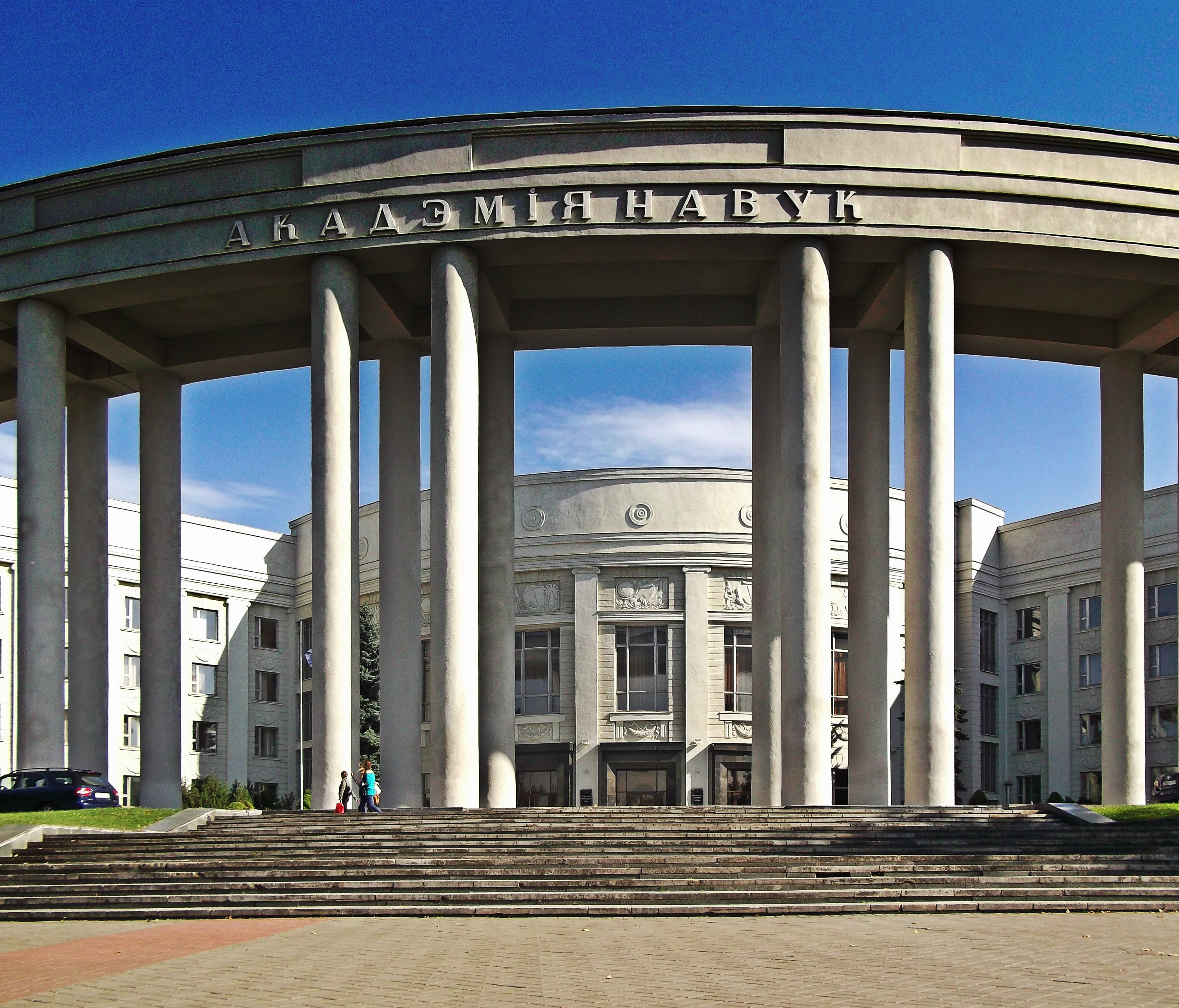
Republiken Belarus Vetenskapsakademi.

Staden är Belarus läro- och kulturcentrum och har bland annat 31 högskolor och universitet, däribland:
- Belarusiska statliga universitetet
- Maksim Tanks belarusiska statliga pedagogiska universitetet
- Belarusiska statliga teknologiska universitetet
- Belarusiska statliga kultur- och konstuniversitetet
- Belarusiska statliga medicinska universitetet
- Belarusiska statliga medicinska universitetet
- Förvaltningsakademin
- Belarus inrikesministeriums akademi
- Belarusiska statliga konstakademin
- Belarusiska statliga musikakademin

## Sevärdheter

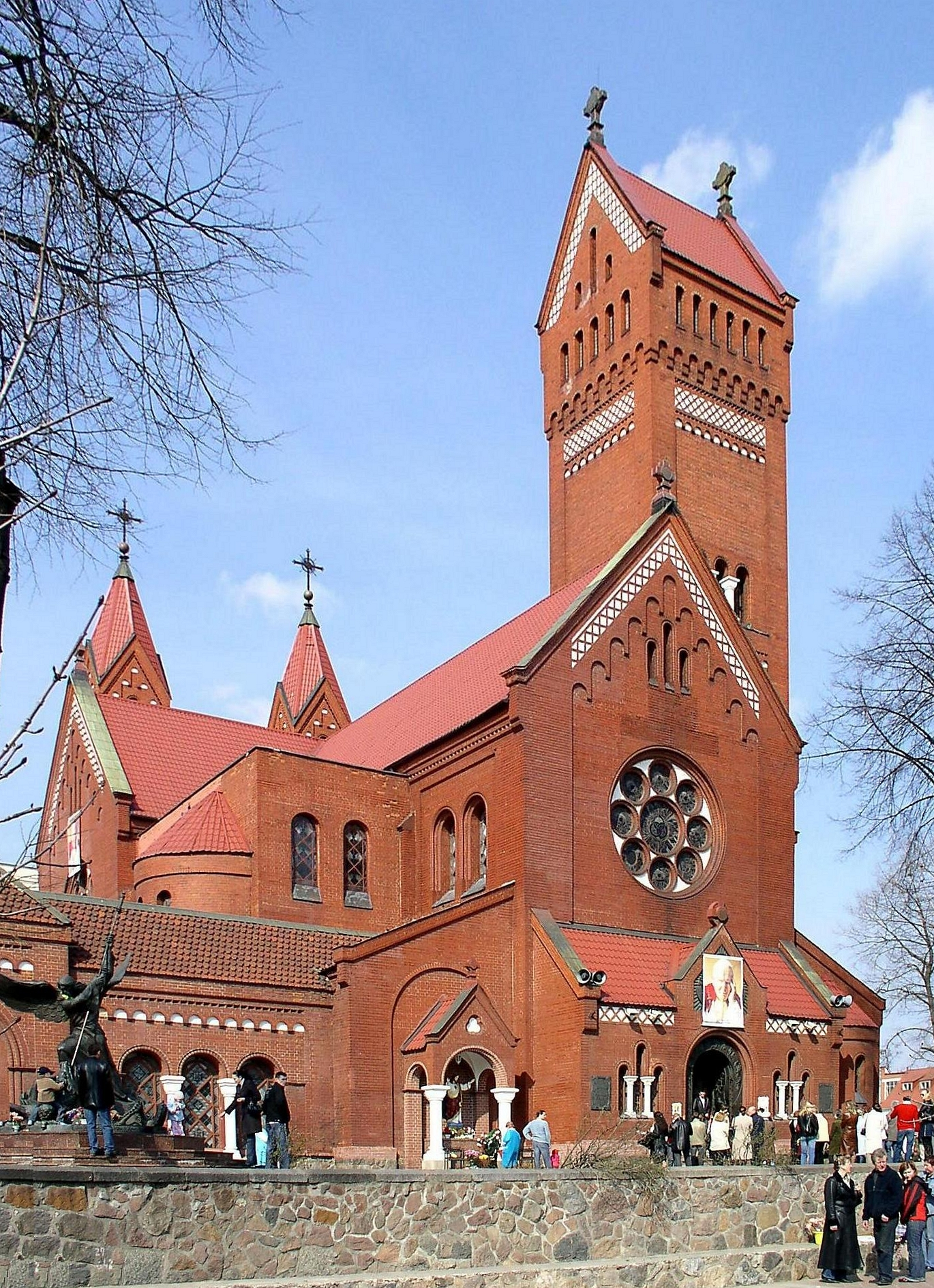
Sankt Simon och Sankta Helena kyrkan är en av Minsks stadssymboler.

De flesta sevärdheterna återfinns i Minsks historiska centrum kring Vysoki Rynak (även kallad Vierchni Horad), längs Niezalieznasciavenyn samt Vulica Karla Marksa.

### Religiösa byggnader

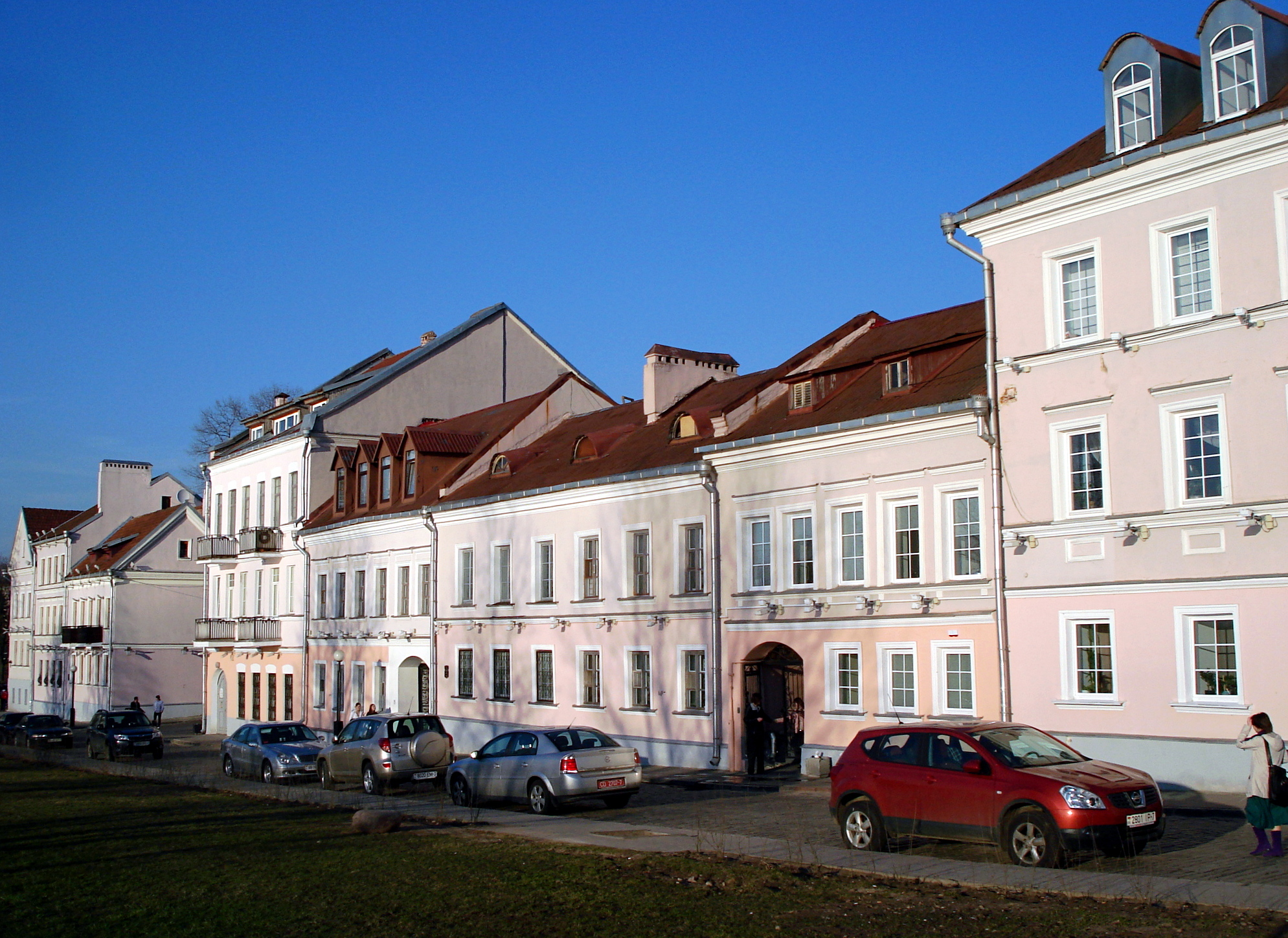
Trefaldighets förortet ligger mitt i Minsk.

- Katolska Jungfru Marias Heliga Namns katedral (1700-talet)
- Fd Katolska Sankt Josefs kyrka (1644)
- Katolska Heliga Trefaldighets kyrka (1861–1864)
- Katolska Sankt Simon och Sankta Helenas kyrka, även känd som Röda kyrkan (1908–1910)
- Ortodoxa Peter och Paulkatedralen (1600-talet)
- Ortodoxa Heliga Andens katedral (1600-talet)
- Ortodoxa (före detta katolska) Heliga Andens katedral
- Ortodoxa Trefaldighetsklostret
- Ortodoxa Maria-Magdalenakyrkan (1847)
- Ortodoxa Alexander Nevskis kyrka (1896–1898)
- Före detta Salzmannsynagogan (1864)
- Koralsynagogan (1906)
- Huvudsynagogan (1913)

### Profana byggnader
- Stadshuset (1600-talet, återuppbyggt 2003)
- Pszezdzieckigården (1700-talet)
- Losjitskigården med park
- "Minsks grind" på Pryvakzalnaja plosjtja (Järnvägstorget)
- Regeringshuset

## Bildgalleri

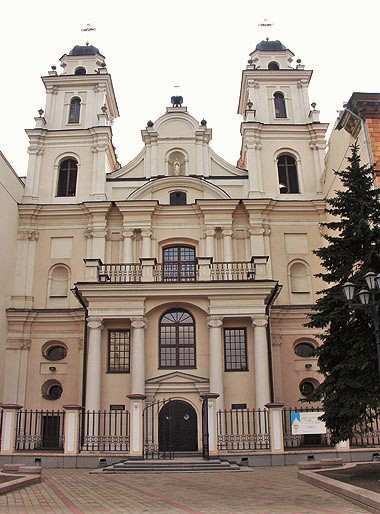
Jungfru Marias Heliga Namns katedral i Minsk.
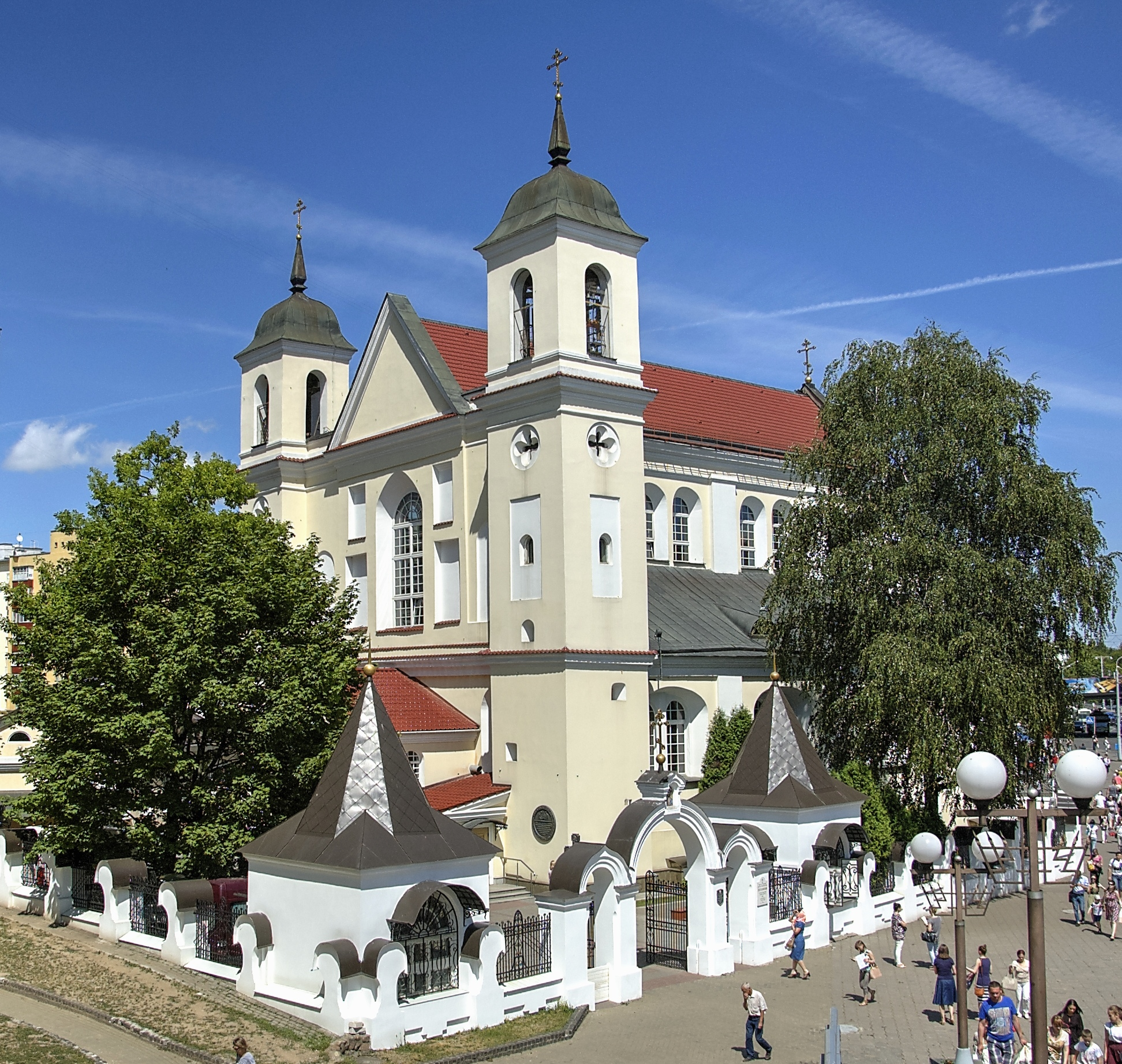
Peter och Paulkatedralen.
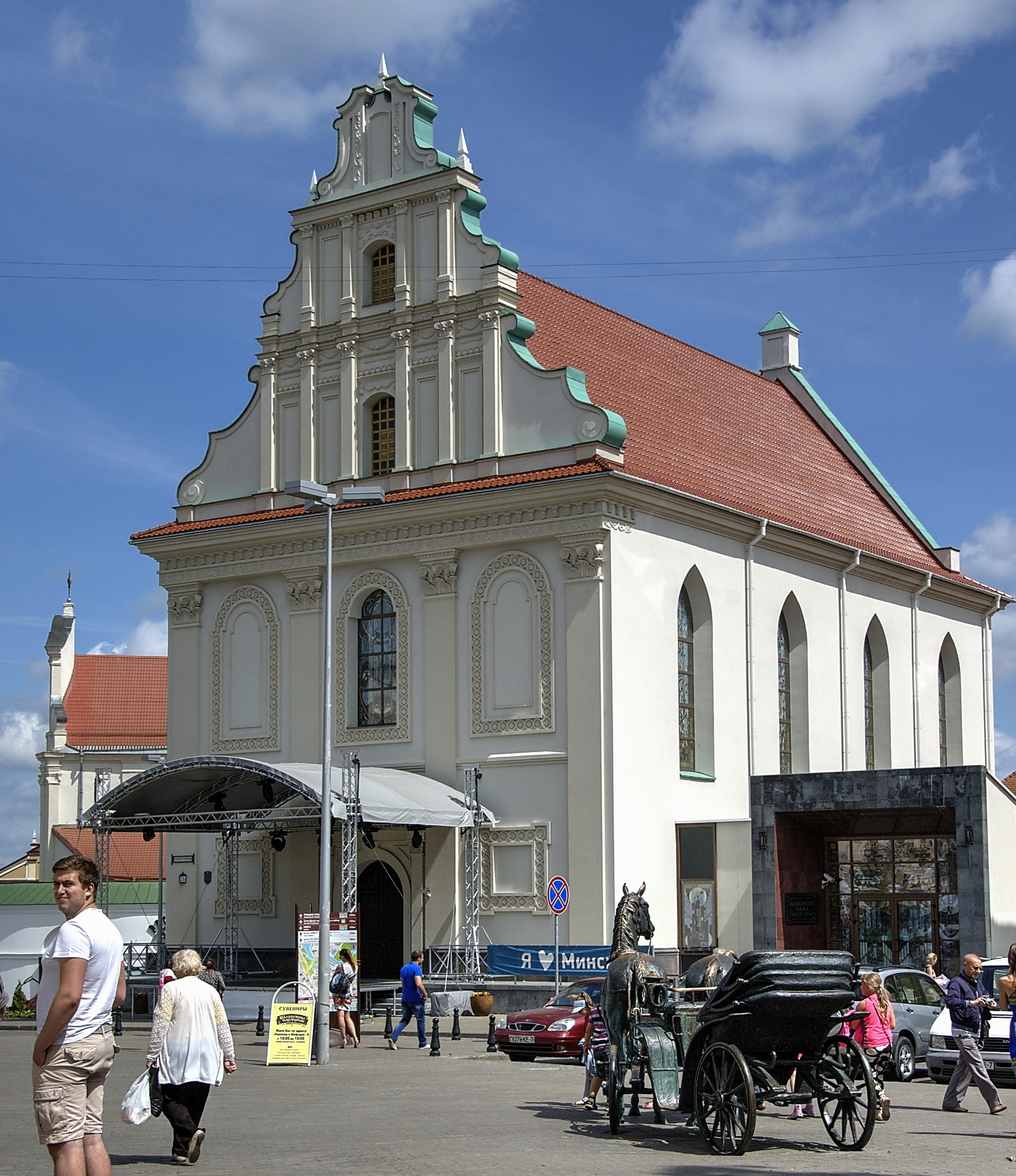
Heliga Andens kyrka.
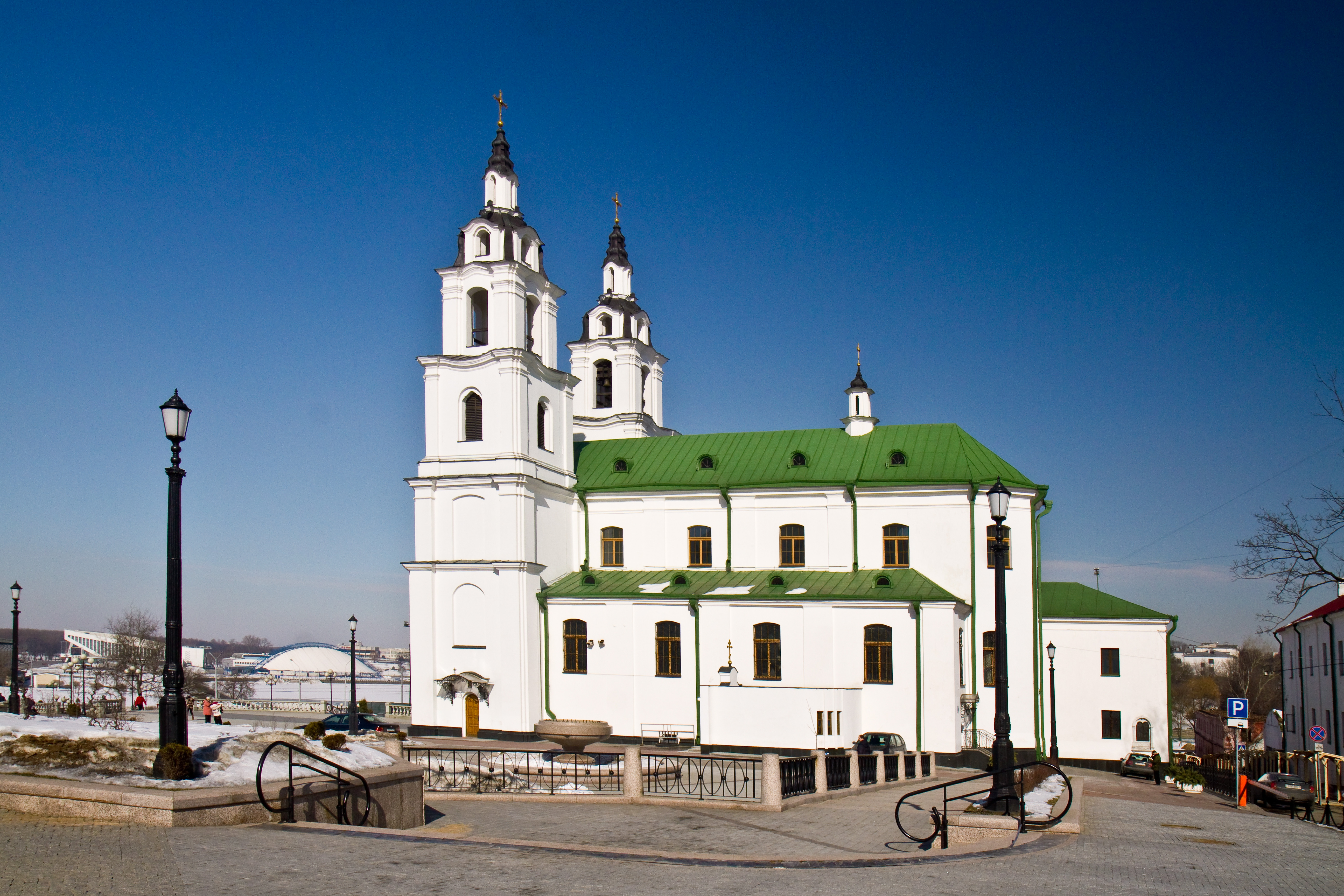
Helige Andens katedral.
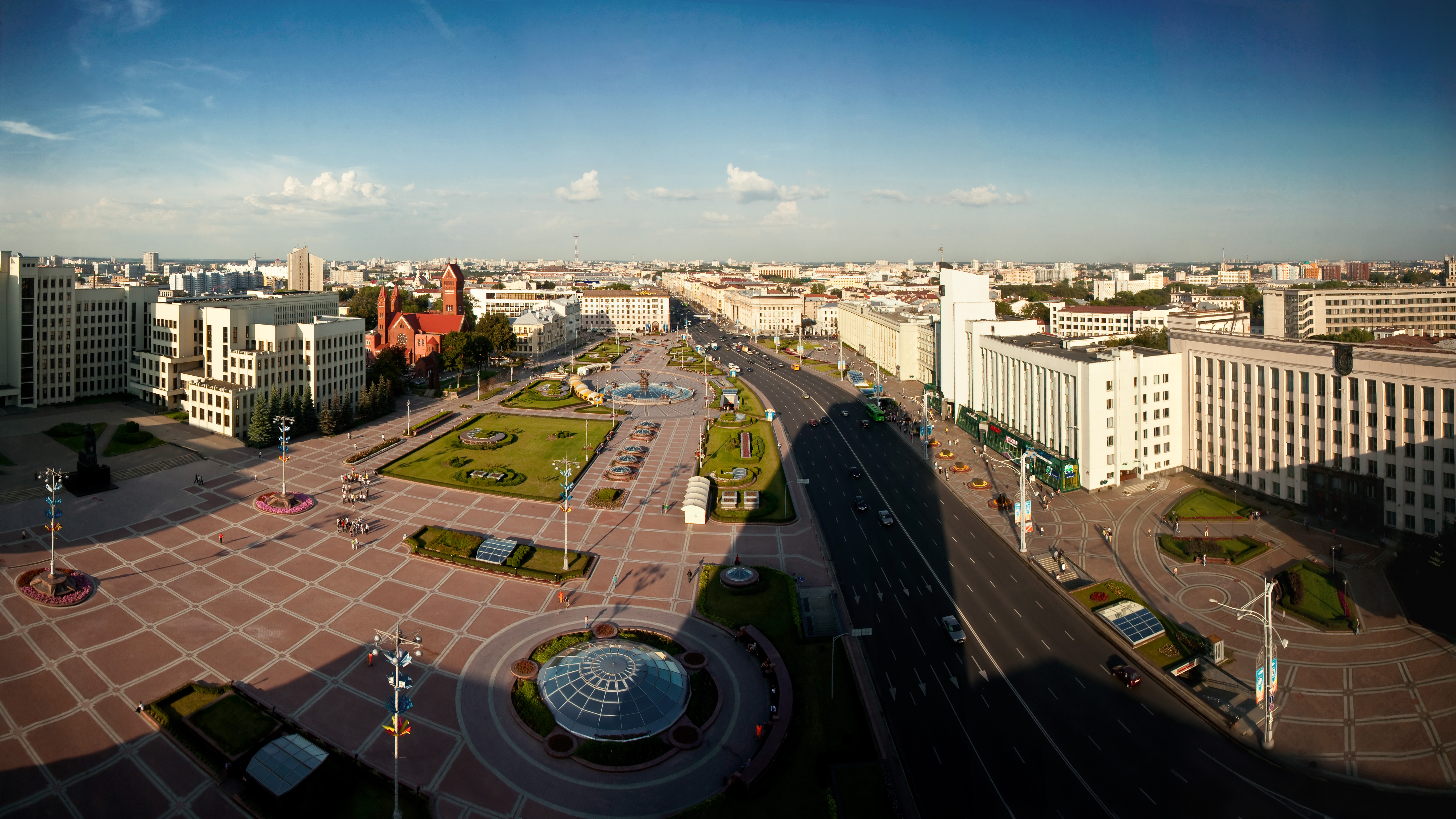
Självständighetens torg med Regeringens hus och Röda kyrkan till höger och Belarusiska statliga universitetet till vänster.
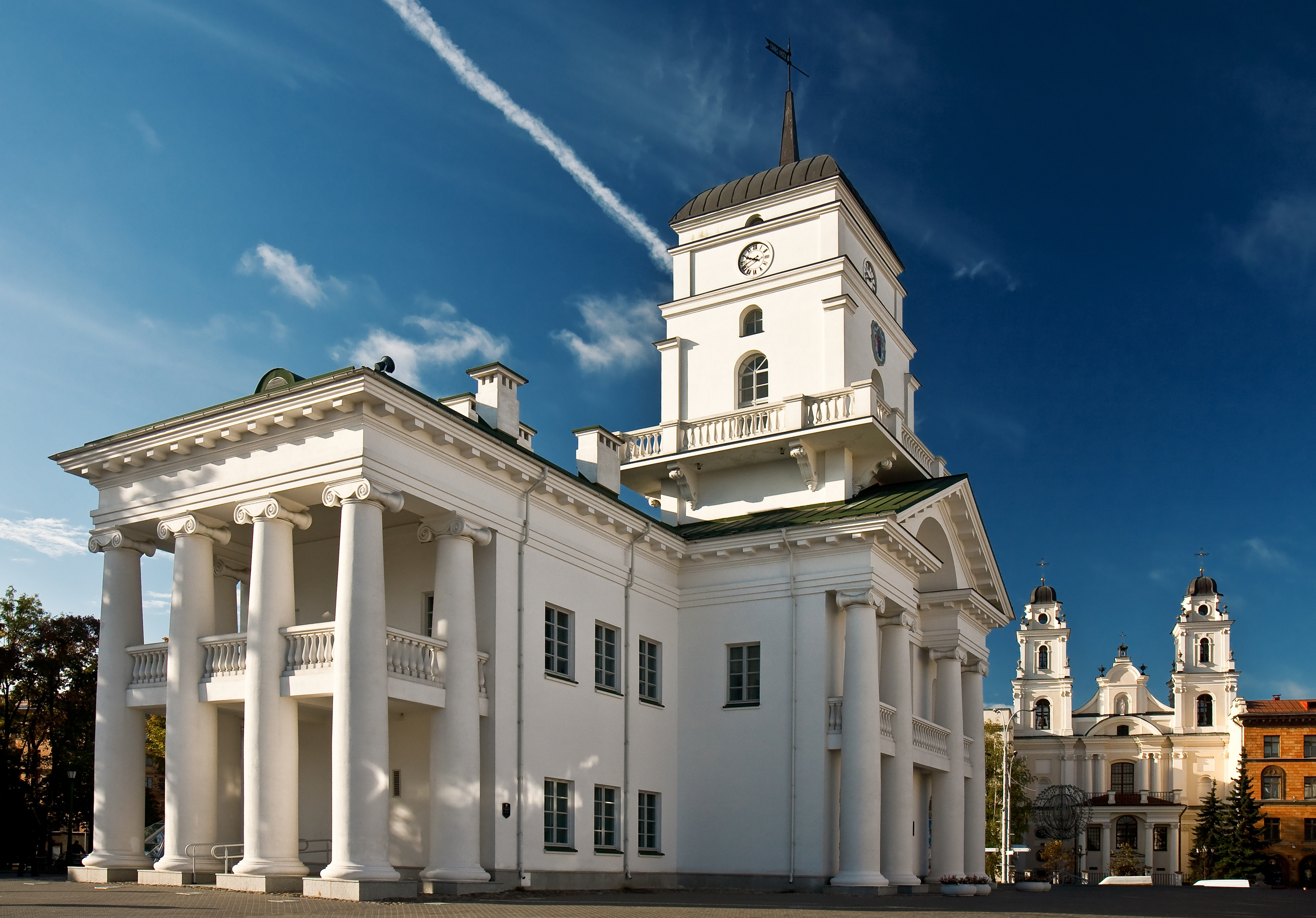
Stadshuset.
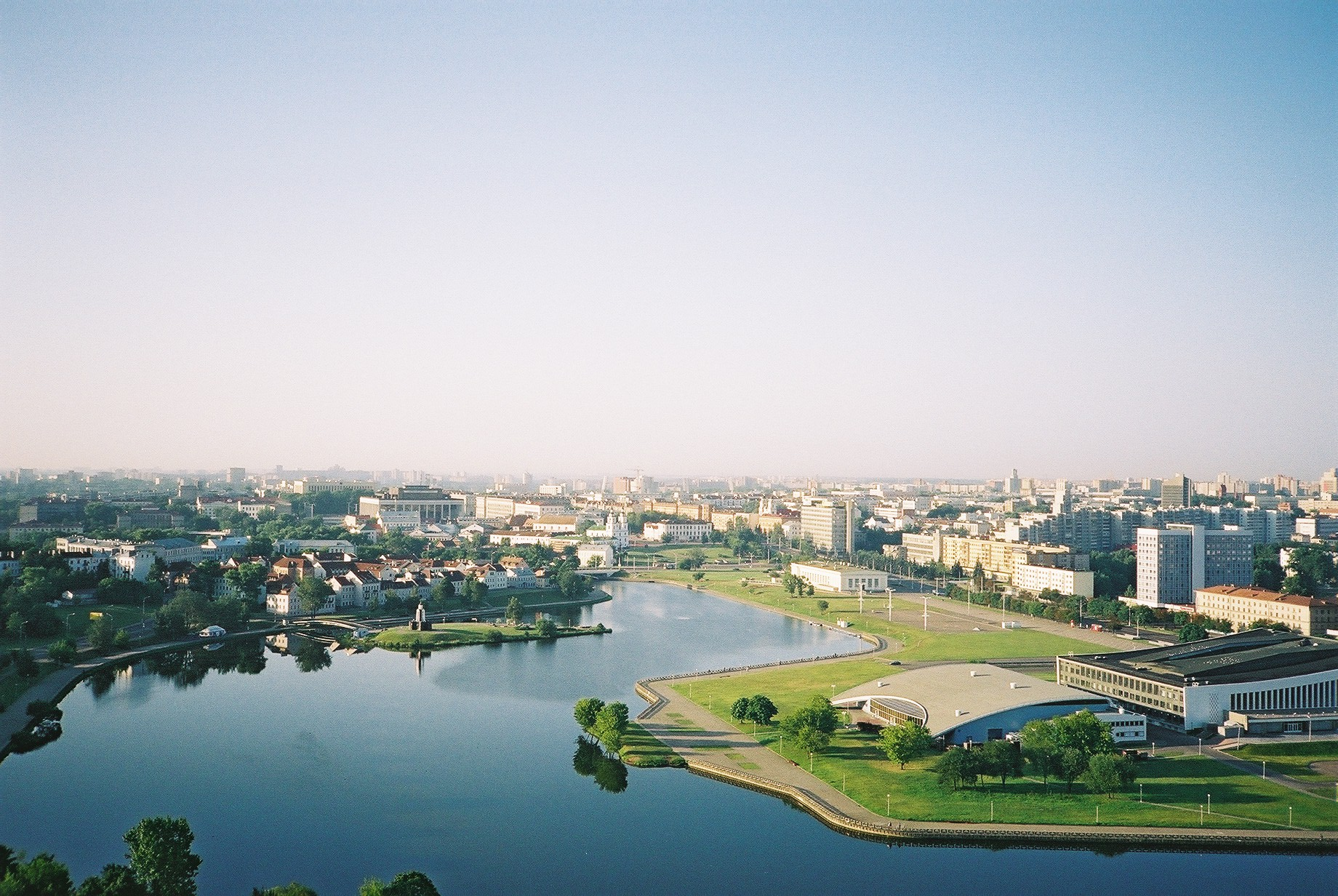
Svislatjälven i centrala Minsk.
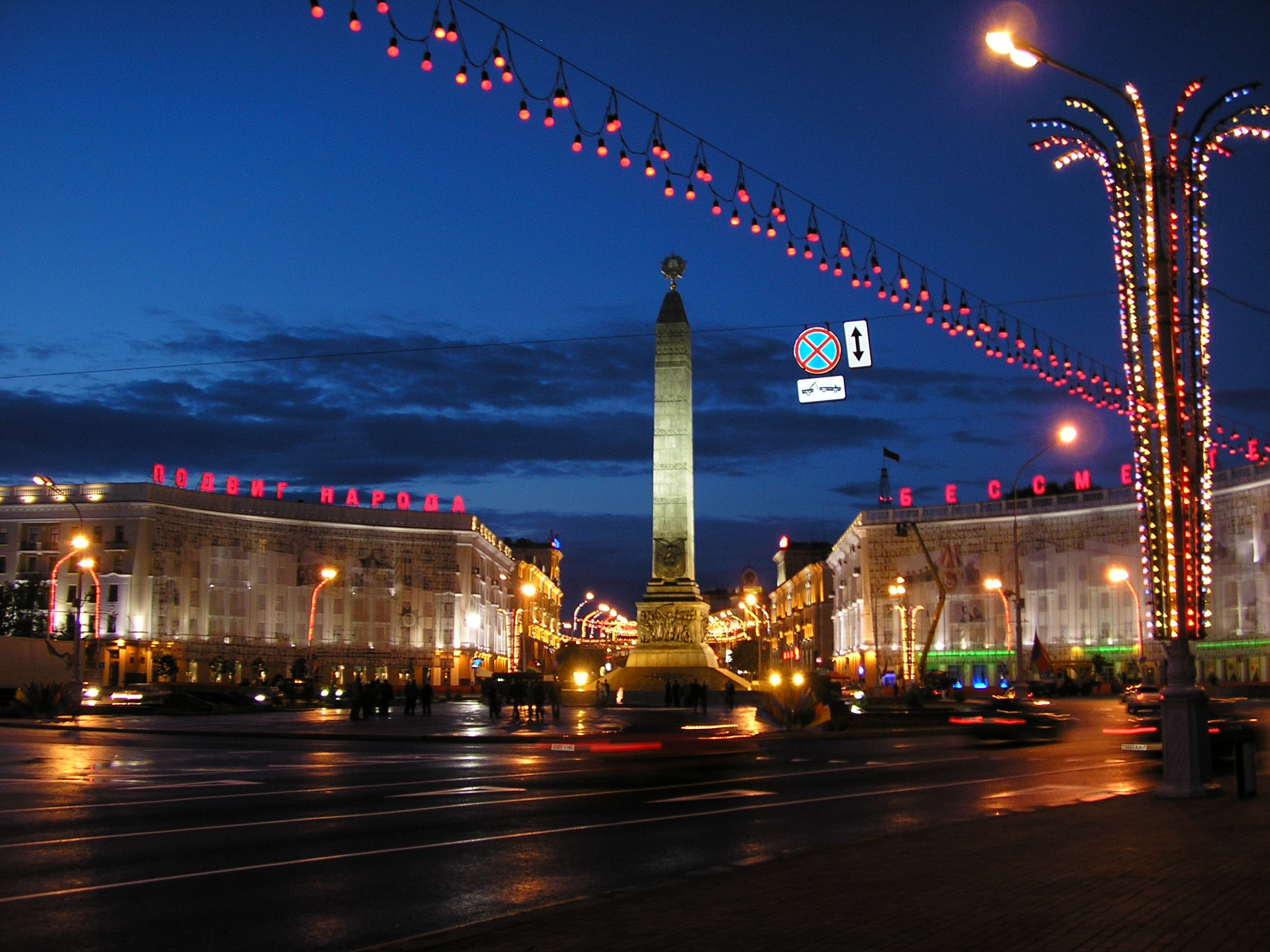
Plosca Pieramohi (Segertorget).

## Vänorter
Minsk har följande vänorter:
| - Abu Dhabi, Förenade arabemiraten - Ankara, Turkiet - Bangalore, Indien - Bisjkek, Kirgizistan - Bonn, Tyskland - Changchun, Kina - Chișinău, Moldavien - Dusjanbe, Tadzjikistan - Eindhoven, Nederländerna - Havanna, Kuba | - Ho Chi Minh-staden, Vietnam - Kaluga, Ryssland - Łódź, Polen - Lyon, Frankrike - Nottingham, Storbritannien - Novosibirsk, Ryssland - Sendai, Japan - Shenzhen, Kina - Tbilisi, Georgien - Teheran, Iran |

## Personer från Minsk

### Födda i Minsk
- Stanislaŭ Sjusjkevitj (1934–2022) – belarusisk vetenskapsman och politiker, en av de tre statscheferna som skrev under Belavezjaavtalet som upplöste Sovjetunionen.
- Maksim Bahdanovitj (1891–1917) – belarusisk poet, litteraturvetare och översättare.

### Hedersmedborgare
- Zjores Alfjorov (1930–2019) – sovjetisk och rysk fysiker och Nobelpristagare.